# Sis (Armenia)
Sis – wieś w Armenii, w prowincji Ararat. W 2011 roku liczyła 1201 mieszkańców.